# Georg Siebers
Georg Siebers (* 29. September 1914 in Bremen; † 1993) war ein deutscher Philosoph.

## Leben
Er studierte Philosophie, Germanistik, Geschichte und Biologie. Nach der Promotion zum Dr. phil. in Hamburg am 22. November 1943 (Die Lehre vom Charakter in der Philosophie Schopenhauers) war er von 1948 bis 1962 Lehrer an der Gelehrtenschule des Johanneums.

## Schriften (Auswahl)
- Die Krisis des Existentialismus. Hamburg-Bergedorf 1949, OCLC 745353977.
- Die kausale Notwendigkeit und das kausale Werden. Untersuchungen zur heutigen Krisis des naturwissenschaftlichen und mathematischen Denkens. München 1951, OCLC 832360017.
- Das Ende des technischen Zeitalters. München 1963, OCLC 83550843.
- Der Mythos der siebziger Jahre oder die Selbstzerstörung des kritischen Bewusstseins. München 1972, ISBN 3-7863-0138-7.
- Zeitalter im Rausch. Geistige Irrwege in der Gegenwart. Stuttgart 1973, ISBN 3-12-906960-7.
- Psychologie der Revolution. Stuttgart 1976, ISBN 3-12-907160-1.